# Menoitiosz
Menoitiosz vagy Menétiosz (görögül: Μενοίτιος) a görög mitológiában:
1. Iapetosz titán és Klümené ókeanisz fia, Prométheusz, Atlasz, és Epimétheusz testvére. A titanomakhia idején Zeusz villámával megsebezte és Tartaroszba taszította Menoitioszt.
2. Aktór thesszáliai király fia, az argonauták egyike, Péleusz rokona és barátja, Patroklosz apja. 
3. Egyike Hadész pásztorainak. Ő mondta el Gérüónnak, hogy Hadész ellopta a nyáját.